# Kallisto (Mond)
Kallisto (auch Callisto oder Jupiter IV) ist der vierte (äußerste) und zweitgrößte der vier großen Monde des Riesenplaneten Jupiter. Sie ist mit einem Durchmesser von 4820 km der drittgrößte Mond des Sonnensystems, nur geringfügig kleiner als der (allerdings viel massereichere) Planet Merkur.
Kallisto gehört zum Typ der Eismonde. Sie ist neben dem Saturnmond Phoebe der kraterreichste Körper des Sonnensystems.
Kallisto ist der äußerste der großen Monde I–IV, die alle so hell sind, dass man sie bereits mit einem Fernglas beobachten kann.
Sie ist 5-mal so weit von Jupiter entfernt wie der Erdmond von der Erde, hat aber durch die gewaltige Masse des Planeten nur 16 Tage Umlaufzeit. Beim nächstinneren Mond III (Ganymed) beträgt sie 7,2 Tage.

## Entdeckung und Benennung
Kallisto wurde im Jahre 1610 von dem italienischen Gelehrten Galileo Galilei mit Hilfe eines relativ einfachen Fernrohrs entdeckt. Weil er alle vier großen Monde (Io, Europa, Ganymed und Kallisto) entdeckt hat, werden diese daher auch als die Galileischen Monde bezeichnet.
Benannt wurde der Mond nach der Nymphe Kallisto (altgriechisch Καλλιστώ, abgeleitet von καλλίστη kallíste „die Schönste“), einer von Zeus vergewaltigten Nymphe aus der griechischen Mythologie. Der Sage nach wurden Kallisto und ihr Sohn Arkas später in Bären verwandelt und an den Sternenhimmel versetzt. Kallisto ist demnach gleich zweimal am Himmel zu sehen, als Sternbild Großer Bär (Großer Wagen) und als Mond des Jupiter.
Der Name Kallisto ist also – wie bei der Venus – weiblich. Der Name wurde von Simon Marius bereits kurz nach der Entdeckung vorgeschlagen, konnte sich jedoch über lange Zeit nicht durchsetzen. Erst in der Mitte des 20. Jahrhunderts kam er wieder in Gebrauch. Vorher wurden Monde üblicherweise nur mit römischen Ziffern nummeriert und Kallisto mit Jupitermond IV bezeichnet, da die Nummerierung ursprünglich nach der Größenfolge der Umlaufbahnen vorgenommen wurde.
Kallisto ist kein offizielles oder allgemein verwendetes astronomisches Symbol zugeordnet (wie auch sonst keinem Mond im Sonnensystem außer dem Erdmond).

## Umlaufbahn und Rotation
Kallisto umkreist Jupiter in einem mittleren Abstand von 1.882.700 km in 16 Tagen 16 Stunden und 32 Minuten. Ihre Bahn weist eine Exzentrizität von 0,007 auf und ist 0,19° gegenüber der Äquatorebene des Jupiter geneigt.
Als der äußerste der Galileischen Monde ist Kallisto von der Umlaufbahn des nächstinneren und etwas größeren Ganymed über 800.000 km entfernt. Im Verhältnis zu dessen Umlaufzeit bewegt sich Kallisto in einer 3:7-Bahnresonanz, im Unterschied zu den 1:2-Resonanzen zwischen den jeweils benachbarten drei inneren großen Monden.
Kallisto rotiert während ihres Umlaufs (16,689 Tage) genau ein Mal und hat damit, wie der Erdmond und die inneren Jupitermonde, eine gebundene Rotation.

## Physikalische Eigenschaften
Kallisto hat einen mittleren Durchmesser von 4821 km und ist damit fast genauso groß wie der Planet Merkur (4878 km). Ihre Dichte ist mit etwa 1,83 g/cm³ etwas kleiner als die von Ganymed, aber deutlich kleiner als die der beiden anderen Galileischen Monde Europa und Io.
Sie hat im Vergleich zu den drei anderen Galileischen Monden eine dunklere Oberfläche mit einer Albedo von 0,2 (nur 20 % des eingestrahlten Sonnenlichts werden reflektiert). Daher hat sie mit 5,7 mag die geringste Helligkeit, weniger als die um 35 % kleinere Europa.
Die Oberflächentemperatur beträgt im Schnitt −139 Grad Celsius.

### Oberflächenstrukturen

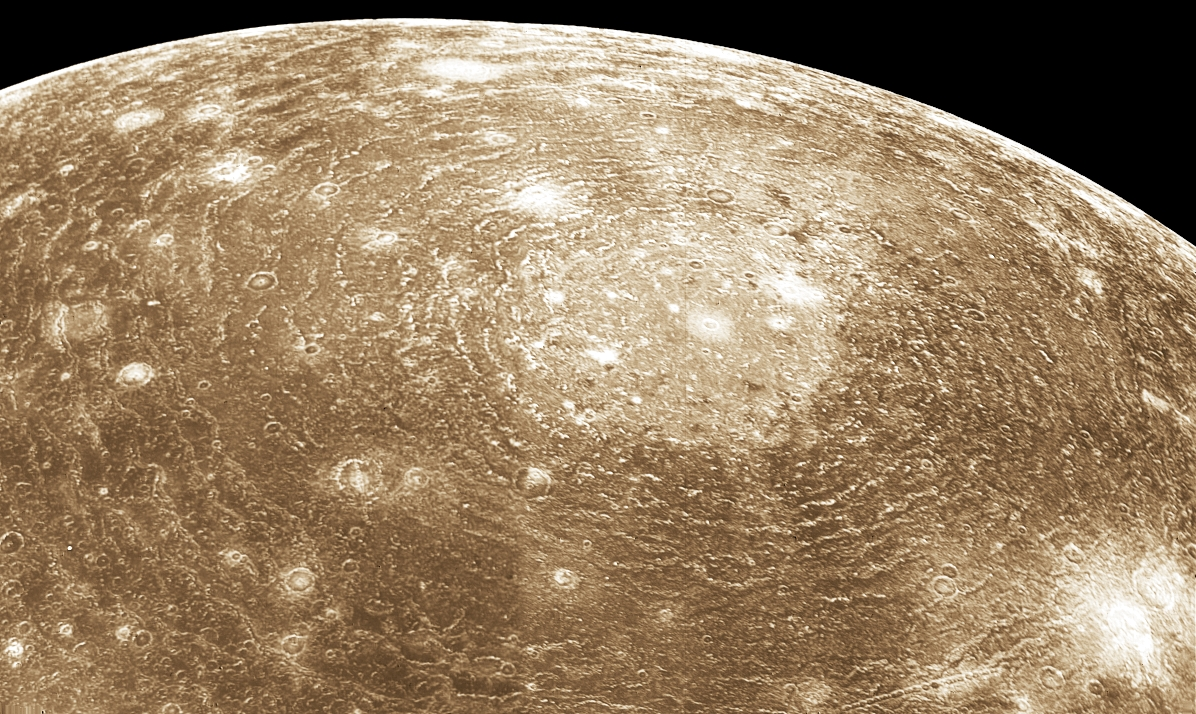
Der riesige Krater Valhalla, 1979 aufgenommen von Voyager 1

Kallisto weist nach dem Saturnmond Phoebe die zweithöchste Dichte an Einschlagkratern im bekannten Sonnensystem auf. Neben den Kratern prägen nur einige bei den Einschlägen entstandene konzentrisch-ringförmige Erhebungen die Oberfläche; größere Gebirgszüge sind nicht vorhanden. Daraus schließt man, dass Kallistos Oberfläche überwiegend aus Wassereis mit nur wenig Gesteinsanteil zusammengesetzt ist. Die Eiskruste hat über geologische Zeiträume hinweg nachgegeben, wobei ältere Krater und Gebirgszüge eingeebnet wurden. Der größte benannte und anerkannte Krater Heimdall misst im Durchmesser 210 km und befindet sich im Norden am Zentralmeridian der dem Jupiter zugewandten Hemisphäre.

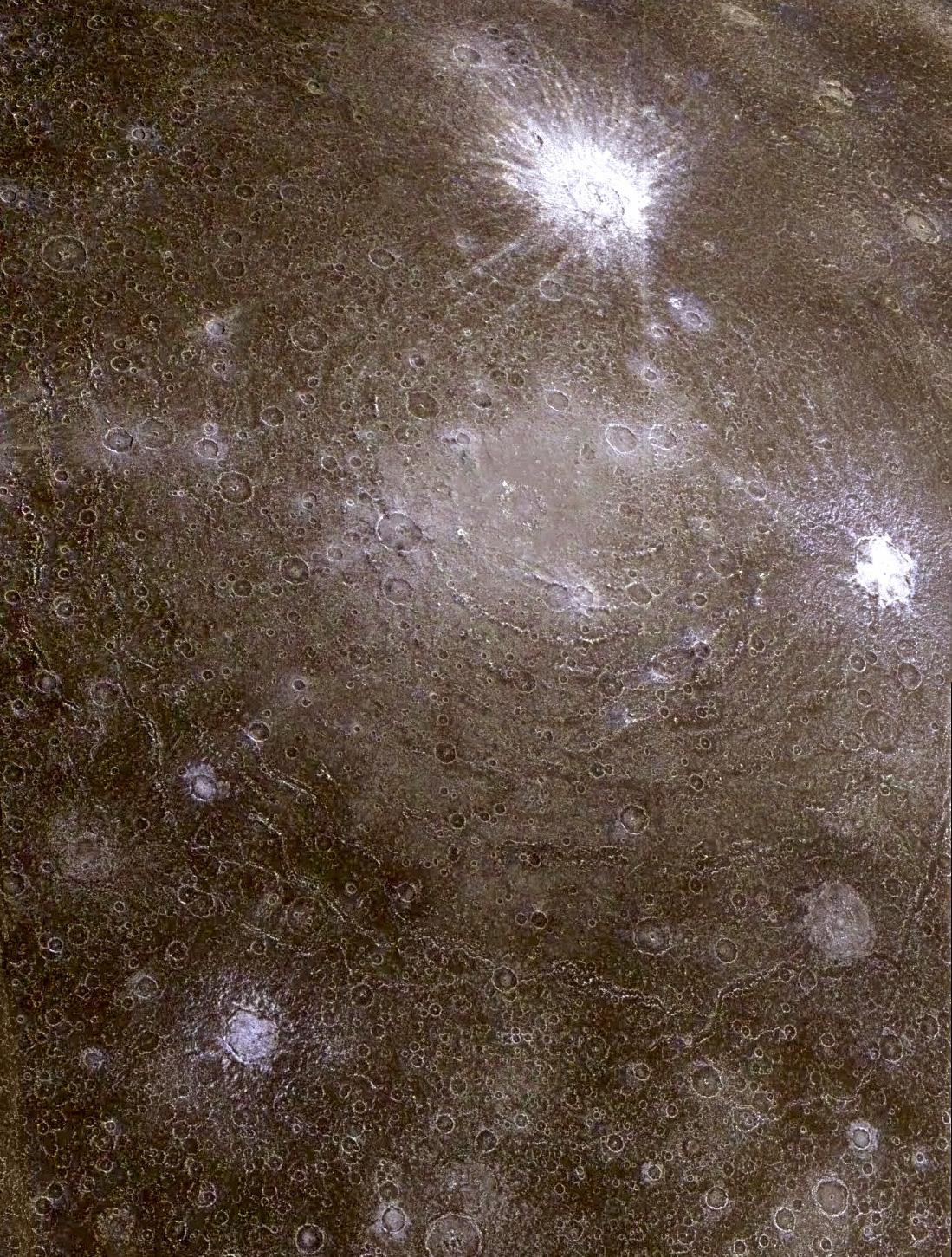
Die Region um das Einschlagsbecken Asgard, aufgenommen von der Raumsonde Galileo

Die auffälligsten Strukturen auf Kallisto sind zwei riesige Einschlagsbecken, umgeben von konzentrischen Ringwällen. Valhalla hat einen Durchmesser von 600 km, eine helle Zentralregion und Ringe, die sich über 3000 km ausdehnen. Das etwas kleinere Becken Asgard erstreckt sich über 1600 km. Eine ungewöhnliche Struktur ist Gipul Catena, eine Kette von Impaktkratern, die als gerade Linie über die Oberfläche verläuft. Verursacht wurde sie offensichtlich von einem Himmelskörper, der wie der Komet Shoemaker-Levy 9 vor dem Einschlag durch die Gezeitenkräfte des Jupiter zerrissen wurde. Ähnliche Catena-Strukturen finden sich auf dem Nachbarmond Ganymed, deren größte Enki Catena aus 13 Kratern besteht und 160 km lang ist.
Das Alter der Oberfläche Kallistos wird auf 4 Milliarden Jahre datiert. Sie war seit der Frühzeit des Sonnensystems keinen größeren Veränderungen unterworfen, was bedeutet, dass der Mond seit dieser Zeit geologisch nicht mehr aktiv war. Anders als der benachbarte Ganymed mit seiner auffälligen Oberfläche weist Kallisto keine Anzeichen von Plattentektonik auf, obwohl sie fast gleich groß ist. Ihre geologische Entwicklung war offensichtlich wesentlich einfacher verlaufen und schon nach relativ kurzer Zeit abgeschlossen, während in den übrigen Galileischen Monden komplexere Vorgänge stattfanden.

### Eisvorkommen und Ozean
Die sichtbare Oberfläche liegt auf einer Eisschicht, die eine geschätzte Mächtigkeit von 200 km aufweist. Darunter befindet sich vermutlich ein 10 km tiefer Ozean aus flüssigem Salzwasser, worauf magnetische Messungen der Raumsonde Galileo hinweisen. Ein weiteres Indiz für flüssiges Wasser ist die Tatsache, dass auf der entgegengesetzten Seite des Kraters Valhalla keine Brüche und Verwerfungen sichtbar sind, wie sie auf massiven Körpern, wie dem Erdmond oder dem Planeten Merkur beobachtet werden können. Eine Schicht flüssigen Wassers hat möglicherweise die seismischen Schockwellen gedämpft, bevor sie sich durch das Mondinnere bewegten.

### Innerer Aufbau

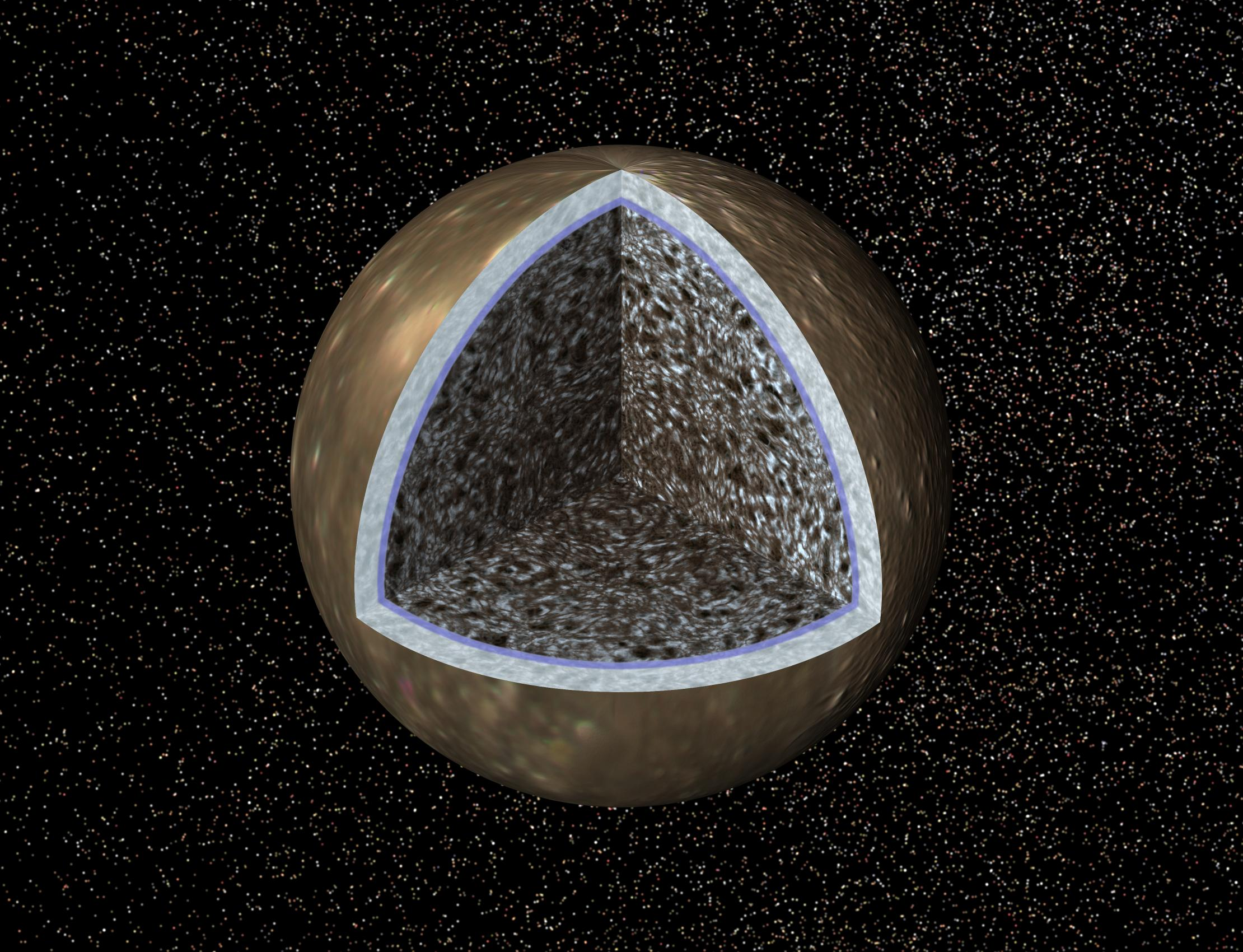
Innerer Aufbau von Kallisto: Das Innere besteht aus Eis und Gestein, darüber ein möglicher Ozean, auf der Oberfläche befindet sich eine Eisschicht.

Das Innere Kallistos ist demnach aus etwa 60 % silikatischem Gestein und 40 % Wassereis aufgebaut, wobei mit zunehmender Tiefe der Silikatanteil ansteigt. Von ihrer Zusammensetzung her ähnelt Kallisto dem Saturnmond Titan und dem Neptunmond Triton. Ihre Masse beträgt daher trotz ihrer Größe nur knapp ein Drittel der Masse des Merkur und ist etwa 30 % größer als die Masse des Erdmondes.

## Atmosphäre
Aktuelle Beobachtungen weisen darauf hin, dass Kallisto eine äußerst dünne Atmosphäre aus Kohlendioxid besitzt.

## Magnetfeld
Die Sonde Galileo hatte bei ihren Vorbeiflügen ein schwaches Magnetfeld bei Kallisto gemessen, dessen Stärke variiert, während sich der Mond durch die extrem starke Magnetosphäre des Jupiter bewegt. Dies deutet auf das Vorhandensein einer elektrisch leitenden Flüssigkeit, wie Salzwasser, unterhalb Kallistos Eiskruste hin.

## Erkundung durch Sondenmissionen
Die Erkundung der Kallisto durch Raumsonden begann in den Jahren 1973 und 1974 mit den Jupiter-Vorbeiflügen von Pioneer 10 und Pioneer 11. 1979 konnten Voyager 1 und Voyager 2 erstmals genauere Beobachtungen des Mondes vornehmen. Der Großteil des Wissens über Kallisto stammt jedoch vom Galileo-Orbiter, der 1995 das Jupitersystem erreichte und während der darauffolgenden acht Jahre mehrere Vorbeiflüge am Jupitermond vollführte.
Für das Jahr 2020 hatten die Raumfahrtbehörden NASA und ESA die gemeinsame Europa Jupiter System Mission Laplace vorgeschlagen, die mindestens zwei Orbiter vorsah, die jeweils in einen Orbit um Europa und Ganymed eintreten und das gesamte Jupitersystem mit einem revolutionären Tiefgang erforschen sollten.
Die NASA, die den Jupiter Europa Orbiter bauen wollte, stieg jedoch aus dem Projekt aus. Die ESA verwirklicht indes den Jupiter Ganymede Orbiter mit leicht abgewandelter Missionsplanung als JUICE. JUICE soll nach ihrer Ankunft am Jupiter im Jahr 2030 und zwei Vorbeiflügen an Europa und 12 Vorbeiflügen an Kallisto 2032 in einen Orbit um Ganymed einschwenken. Da die NASA-Sonde entfällt, wurden die beiden Vorbeiflüge an Europa in den Missionsplan für JUICE aufgenommen.

## Mögliche bemannte Missionen
Spätestens seit den 1980er Jahren gilt Kallisto als mögliches Ziel der bemannten Raumfahrt für die Zeit nach einem bemannten Marsflug, da sie außerhalb des Strahlungsgürtels um den Jupiter liegt.
Im Jahr 2003 veröffentlichte die NASA eine Studie mit dem Titel Revolutionary Concepts for Human Outer Planet Exploration (deutsch etwa Revolutionäre Konzepte zur Erkundung der äußeren Planeten durch Menschen), die eine solche Mission – mit Start ab 2045 – in verschiedenen Varianten diskutiert. Als Gründe für die Wahl von Kallisto als Ziel wurden zum einen die stabile Geologie und die vergleichsweise geringe Entfernung zur Erde genannt. Weiterhin könne das Eis auf der Oberfläche zur Gewinnung von Wasser und Treibstoff genutzt werden. Als weiterer Vorteil wurde die geringe Distanz zu Europa bezeichnet, dies ermögliche es der Besatzung, Roboter auf diesem wissenschaftlich äußerst interessanten Mond mit geringer Latenz fernzusteuern, ohne der Strahlung des Jupiters ausgesetzt zu sein.
Als Voraussetzung für die Durchführung der Mission nennt die Studie eine intensive Erkundung durch unbemannte Sonden ab etwa 2025. Je nach gewähltem und verfügbarem Antrieb würde die eigentliche Mission mit ein bis drei Raumschiffen starten, wobei jeweils eines die Besatzung und die übrigen die Bodenstation, eine Anlage zur Wassergewinnung (In-situ Resource Utilization) und einen Reaktor zur Energieerzeugung transportieren. Die Missionsdauer liegt zwischen zwei und fünf Jahren mit einer Aufenthaltsdauer von 32 bis 123 Tagen auf dem Mond, wobei aufgrund der unterschiedlichen Antriebstechniken kein Zusammenhang zwischen der Flug- und der Aufenthaltsdauer besteht.
Die Studie kommt zu dem Schluss, dass eine bemannte Kallisto-Mission ab dem Jahr 2045 grundsätzlich möglich sei und benennt eine Reihe von Technologien, die bis dahin entwickelt werden müssten. Die Autoren weisen jedoch darauf hin, dass diese Technologien teilweise auch für Missionen zum Erdmond und Mars benötigt werden oder zumindest von Vorteil seien.